# Santo Stefano di Magra
Santo Stefano di Magra (im Ligurischen: San Stéva) ist eine italienische Gemeinde mit 10.116 Einwohnern (Stand 31. Dezember 2023) in der Region Ligurien. Sie liegt in der Provinz La Spezia.

## Geografie

### Lage
Santo Stefano di Magra liegt in dem Abschnitt der Provinz La Spezia, in dem der Fluss Vara in den Fluss Magra mündet. Das Territorium der Gemeinde erstreckt sich bis in das umliegende Hügelland, bis hin zu dem Ortsteil Ponzano Superiore.
Die Gemeinde liegt an einem strategisch wichtigen Punkt, der die Provinz La Spezia mit der toskanischen Provinz Massa-Carrara verbindet. Außerdem zweigen bei Santo Stefano di Magra wichtige Verbindungsstraßen in Richtung Provinz Parma ab.
Die Gemeinde liegt im Naturpark Montemarcello-Magra.

### Nachbargemeinden
An Santo Stefano grenzen die Gemeinden Aulla, Bolano, Sarzana und Vezzano Ligure.

### Verkehr
Südwestlich des Ortes kreuzen sich die Autobahnen A12 Genua–Rom (Autostrada Azzurra) und A15 Parma–La Spezia (Autocamionale della Cisa).